# Ciprian Milea
Ciprian Ștefan Milea (* 12. Juli 1984 in Galați) ist ein rumänischer ehemaliger Fußballspieler auf der [[Mittelfeldspieler<|Mittelfeldposition]].

## Karriere
Die Karriere von Milea begann im Jahr 2004 bei Dunărea Galați in der Divizia B. Schon in seinem ersten Jahr war er Stammkraft im Mittelfeld, verpasste mit seinem Team jedoch den Aufstieg in die Divizia A. Dorthin kam er erst, als er den Klub im Sommer 2007 verließ und sich Politehnica Iași anschloss. Auch hier war er zunächst fester Bestandteil des Teams. Ab der Saison 2008/09 kam er seltener zum Zuge, in der Hinrunde 2009/10 lediglich acht Mal, bevor er Anfang 2010 zu Chimia Brazi wechselte.
Anfang 2011 verpflichtete Erstligist Oțelul Galați Milea, er kam jedoch zunächst nur im Reserveteam zum Einsatz. Im Sommer 2011 wurde er für ein halbes Jahr an Petrolul Ploiești ausgeliehen. Dort schaffte er es nur auf drei Spiele und kehrte im Dezember 2011 nach Galați zurück. Anfang 2012 wurde er für ein halbes Jahr an Zweitligist CSMS Iași ausgeliehen. Dieses Leihgeschäft wurde nach dem Aufstieg von CSMS um ein Jahr verlängert. Milea kämpfte sich ins Team und kam im Abstiegsjahr 2012/13 auf 30 Einsätze für die Westmoldauer. Nach seiner Rückkehr zu Oțelul im Sommer 2013 kam er in der Saison 2013/14 auf 22 Spiele. Im Sommer 2014 kehrte er zu Oțelul zurück. Er kam in der Spielzeit 2014/15 nur unregelmäßig zum Einsatz und musste am Saisonende absteigen.
Im Sommer 2015 schloss sich Milea dem Zweitligisten Farul Constanța an. Mit Farul verpasste er in der Aufstiegsrunde 2015/16 den Sprung ins Oberhaus. Im Sommer 2016 wechselte er zu Metalosport Galați in die Liga III. Nach einem Jahr kehrte er zu Farul zurück, das nach einem Neuanfang in der Liga III spielte. Anfang 2018 verpflichtete ihn Zweitligist CS Știința Miroslava. Ab Ende des Jahres fand er keinen Verein mehr.

## Erfolge
- Aufstieg in die Liga 1: 2012